# Maxime Delanghe
Maxime Delanghe (Halle, 23 mei 2001) is een Belgisch voetballer die als doelman voor Cercle Brugge speelt.

## Carrière
Doelman Maxime Delanghe speelde in de jeugd van FC Pepingen, RSC Anderlecht en PSV, waar hij in 2017 een contract tot medio 2023 tekende. Hij debuteerde in het betaald voetbal voor Jong PSV op 29 augustus 2020 en was bij PSV A-team officieel 3de doelman tot en met 2022 waar hij ook ervaring in Champions League genoot. Op 4 augustus 2022 vertrok hij naar Lierse Kempenzonen, waar hij een eenjarig contract tekende als nr1 doelman. Op 1 juli 2023 tekent hij een 2-jarig contract met optie 1 jaar bij Cercle Brugge als nr2 doelman en debuteerde hij officieel in de Bekermatch tegen Zulte-Waregem.

### Statistieken
| Seizoen                        | Club               | Land           | Competitie      | Competitie | Competitie | Beker | Beker | Totaal | Totaal |
| Seizoen                        | Club               | Land           | Competitie      | Wed.       | Dlp.       | Wed.  | Dlp.  | Wed.   | Dlp.   |
| ------------------------------ | ------------------ | -------------- | --------------- | ---------- | ---------- | ----- | ----- | ------ | ------ |
| 2019/20                        | Jong PSV           | Nederland      | Eerste divisie  | 0          | 0          | –     | –     | 0      | 0      |
| 2020/21                        | Jong PSV           | Nederland      | Eerste divisie  | 20         | 0          | –     | –     | 20     | 0      |
| 2021/22                        | Jong PSV           | Nederland      | Eerste divisie  | 13         | 0          | –     | –     | 13     | 0      |
| 2022/23                        | Lierse Kempenzonen | België         | Eerste klasse B | 1          | 0          | –     | –     | 1      | 0      |
| Carrièretotaal                 | Carrièretotaal     | Carrièretotaal | Carrièretotaal  | 34         | 0          | 0     | 0     | 34     | 0      |
| Bijgewerkt op 17 augustus 2022 |                    |                |                 |            |            |       |       |        |        |

## Erelijst
| Johan Cruijff Schaal | 1 | 2021    |
| KNVB Beker           | 1 | 2021/22 |